# Courteilles
Courteilles ist eine französische Gemeinde mit 177 Einwohnern (Stand 1. Januar 2022) im Département Eure in der Region Normandie (vor 2016 Haute-Normandie); sie gehört zum Arrondissement Bernay (bis 2017 Évreux) und zum Kanton Verneuil d’Avre et d’Iton. Die Einwohner werden Courteillois genannt.

## Geographie
Courteilles liegt etwa 45 Kilometer südwestlich von Évreux. Umgeben wird Courteilles von den Nachbargemeinden Bâllines im Norden und Nordwesten, Piseux im Norden, Tillières-sur-Avre im Osten, Montigny-sur-Avre im Süden, Rueil-la-Gadelière im Südwesten sowie Verneuil d’Avre et d’Iton im Westen.
Durch die Gemeinde führt die Route nationale 12.

## Bevölkerungsentwicklung
| Jahr                      | 1962 | 1968 | 1975 | 1982 | 1990 | 1999 | 2006 | 2016 |
| Einwohner                 | 165  | 139  | 156  | 164  | 155  | 165  | 156  | 147  |
| Quelle: Cassini und INSEE |      |      |      |      |      |      |      |      |

## Sehenswürdigkeiten
- Kirche Saint-Hilaire
- Schloss Courteilles aus dem 18. Jahrhundert, 1849 zerstört, Reste seit 1976 Monument historique
- Schloss Le Jarrier, 1880 bis 1884 erbaut, Monument historique seit 1996

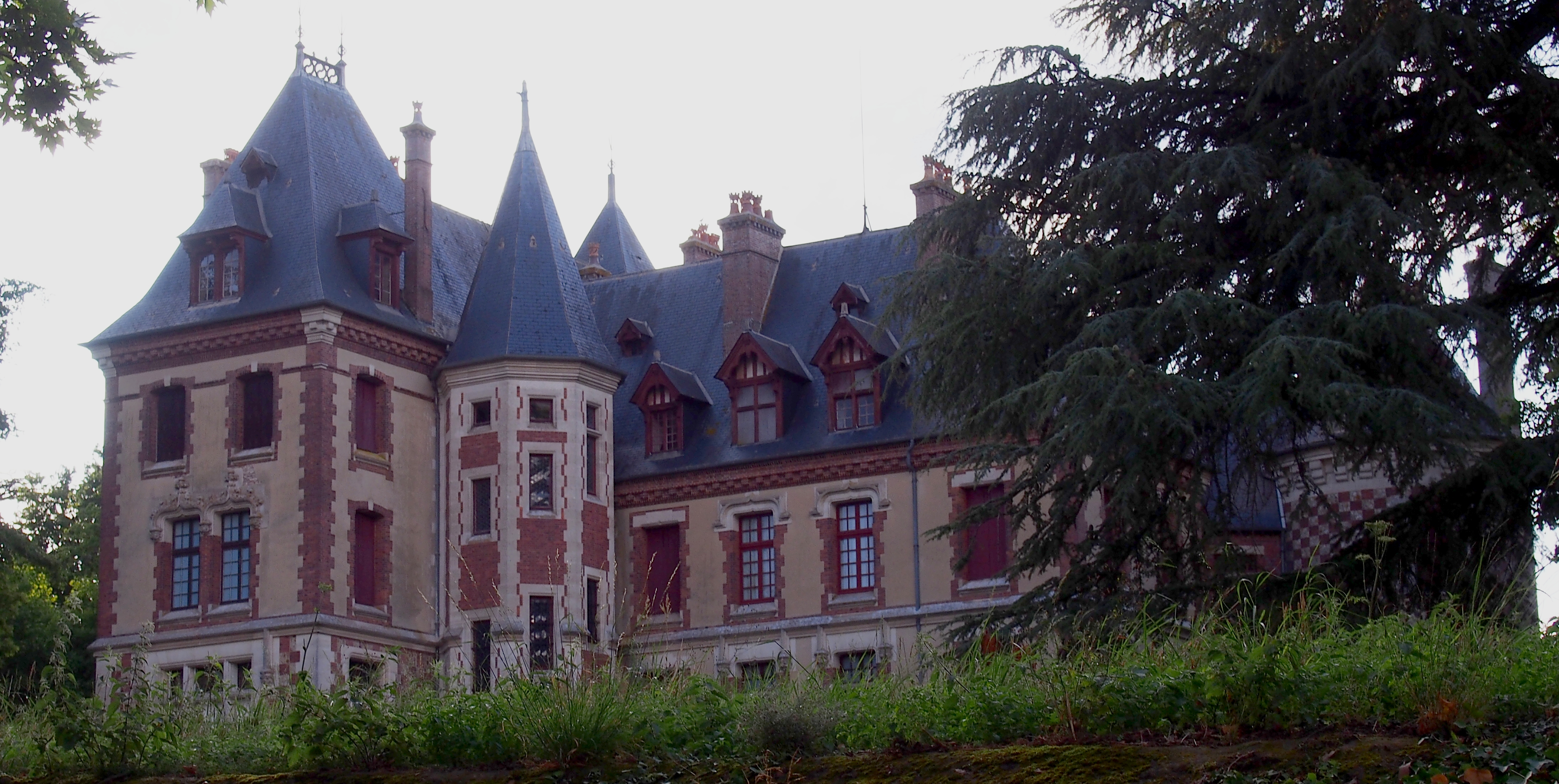
Schloss Le Jarrier